# Val Logsdon Fitch
Val Logsdon Fitch (Merriman, Nebraska 1923 - Princeton, New Jersey 2015) és un físic estatunidenc guardonat amb el Premi Nobel de Física l'any 1980.

## Biografia
Va néixer el 10 de març de 1923 a la ciutat de Merriman, situada a l'estat nord-americà de Nebraska. Estudià enginyeria a la Universitat McGill, on es llicencià el 1948. El 1954 es doctorà en física a la Universitat de Colúmbia.
Va morir el 5 de febrer de 2015 a Princeton, Nova Jersey a l'edat de 91 anys.

## Recerca científica
Durant la Segona Guerra Mundial participà en el Projecte Manhattan de Los Alamos (Nou Mèxic).
Al costat de James Cronin realitzà diversos experiments al voltant de les reaccions subatòmiques, observant com aquestes sovint no compleixen els principis fonamentals de la simetria. Amb l'observació l'any 1964 de l'anàlisi de les partícules kaons veieren com les reaccions fetes en sentit invers no seguien la mateixa trajectòria que la reacció original, el que va mostrar que les interaccions de les partícules subatòmiques no són independents del temps. Aquesta formulació rebé el nom de violació CP.
El 1980 juntament amb Cronin fou guardonat amb el Premi Nobel de Física pels seus descobriments al voltant de la violació dels principis de la simetria en la partícula kaó.